# Бадахшан (посёлок)
Бадахшан (узб. Badaxshon / Бадахшон) — посёлок городского типа, расположенный на территории Камашинского района Кашкадарьинской области Республики Узбекистан.

Статус посёлка городского типа с 2009 года.